# Levinus Wilhelmus Christiaan Keuchenius
Levinus Wilhelmus Christiaan Keuchenius (Batavia (Ned.-Indië), 21 oktober 1822 – Den Haag, 17 december 1893) was een Nederlands advocaat, politicus en bestuurder.

## Loopbaan
Keuchenius was een trouwe volgeling van Anti-Revolutionaire voorman Groen van Prinsterer, die in Nederlands-Indië onder meer advocaat was en in Nederland secretaris-generaal van Koloniën. In 1866 werd hij Tweede Kamerlid. Zijn motie van afkeuring over de benoeming van minister Mijer tot gouverneur-generaal van Nederlands-Indië leidde een periode in van conflicten tussen regering en Tweede Kamer. Hij ging later weer naar Indië, maar kwam vanaf 1879 terug in de Tweede Kamer. In 1881 richtte hij de Bond tegen de vaccinatidwang op, die ageerde tegen de verplichte pokkenvaccinatie voor schoolkinderen.
Ook pleitte hij in 1887 voor gratie voor de socialistenleider Ferdinand Domela Nieuwenhuis, die wegens majesteitsschennis was veroordeeld tot een jaar gevangenisstraf. Het leverde hem een scherpe terechtwijzing op van zijn eigen partijkrant De Standaard. Toen Nieuwenhuis het volgend jaar zelf in de Kamer werd gekozen, was Keuchenius het enige Kamerlid dat hem een hand kwam geven.
In het kabinet-Mackay (1888-1891) werd hij minister van Koloniën. Keuchenius was een fanatiek verdediger van het bijzonder onderwijs en de zending. Die houding was in 1890 voor de liberale Eerste Kamermeerderheid reden hem ten val te brengen. Hij had een verminkt gelaat en sprak moeilijk, maar hield ondanks die handicap toch lange redevoeringen. Over de oorzaak van zijn verminking zijn twee lezingen. Volgens de eerste werd hij in 1853 te Aken door een beroerte getroffen. Een tweede lezing is dat hij op Java zou zijn vergiftigd. Dit laatste gebeurde in de kolonie  weleens uit wraak, wanneer 'inlandse' vrouwen ('Njais') die samenleefden en relaties hadden met blanke Europese mannen, door hen mishandeld of vernederd werden en aan hun lot overgelaten werden met een door die man verwekt 'halfbloed' kind (zie ook Pamela Pattinama, Bitterzoet Indië).
Ook Keuchenius had tijdens zijn jaren in Indië een buitenechtelijk kind verwekt bij een 'inlandse' schone, een bijvrouw van een van de sultans, maar hij weigerde zorg voor zijn Indo-zoon te dragen. Of de moeder van zijn zoon ook daadwerkelijk degene is die uit wraak Keuchenius heeft geprobeerd te vergiftigen, is niet bekend. De Indo-zoon werd onder de hoede van een andere familie genomen en studeerde in Leiden. Hij nam de naam van deze familie aan. 

## Over Keuchenius
- Guillaume Groen van Prinsterer: Mr. Keuchenius en zijne wederpartijders in 1869. Een karakterstudie. Amsterdam, 1869
- Abraham Kuyper: Mr. Levinus Wilhelmus Christiaan Keuchenius. Haarlem, 1895

- Biografisch Portaal: 08216191
- Digitale Bibliotheek voor de Nederlandse Letteren: keuc003
- Gemeinsame Normdatei: 134249615
- International Standard Name Identifier: 0000 0000 2278 9357
- Nederlandse Thesaurus van Auteursnamen: 070084327
- Parlement.com: vg09ll27icqm
- Virtual International Authority File: 30751461
- WorldCat: E39PBJd8cj933k44H6wmwbyTpP

1. ↑  https://historiek.net/pokkenbriefje-vaccinatiebewijs-inenting-verzet/139198/. Gearchiveerd op 11 september 2023.